# San Pedro Apóstol (Caniás)

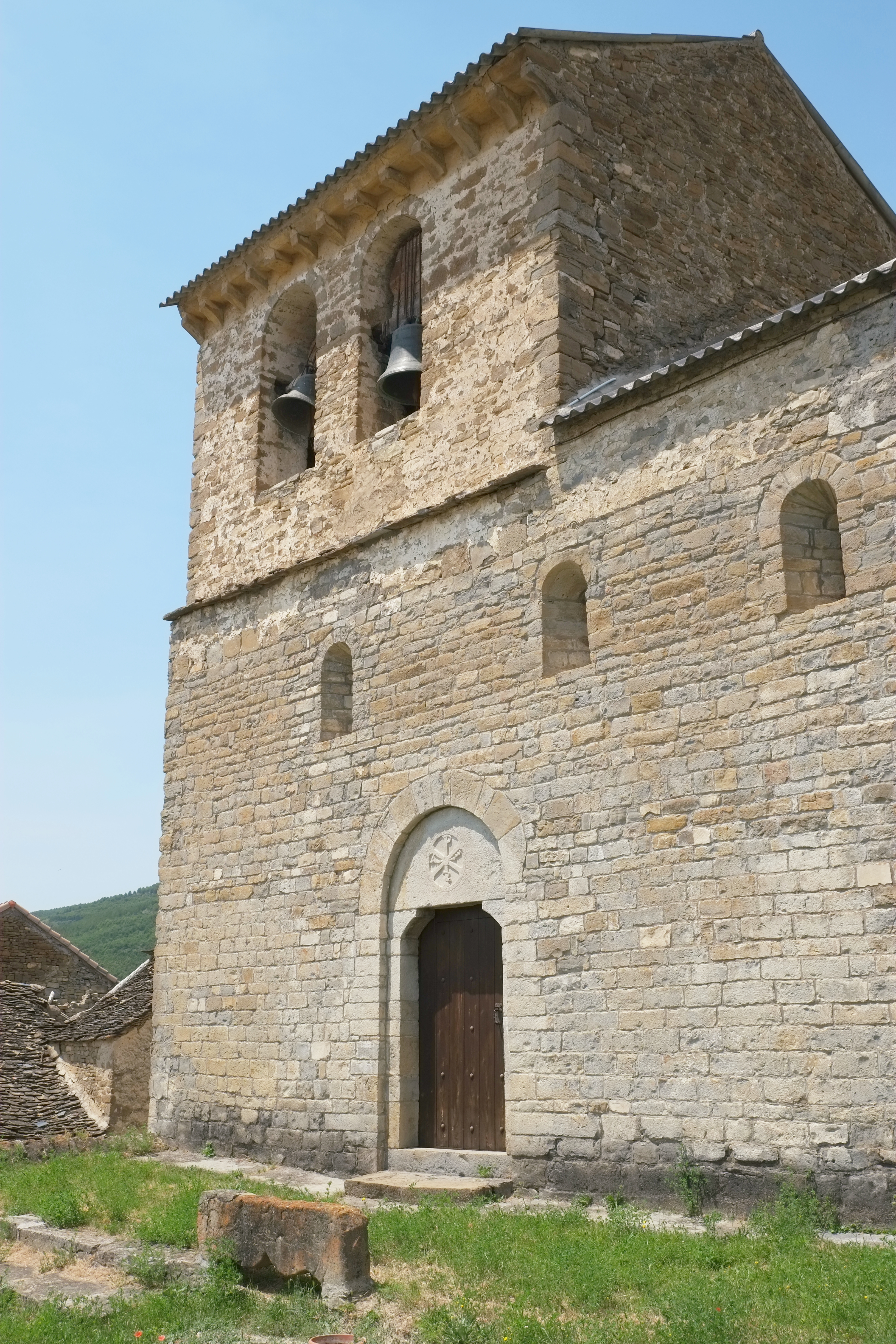
Pfarrkirche San Pedro Apóstol

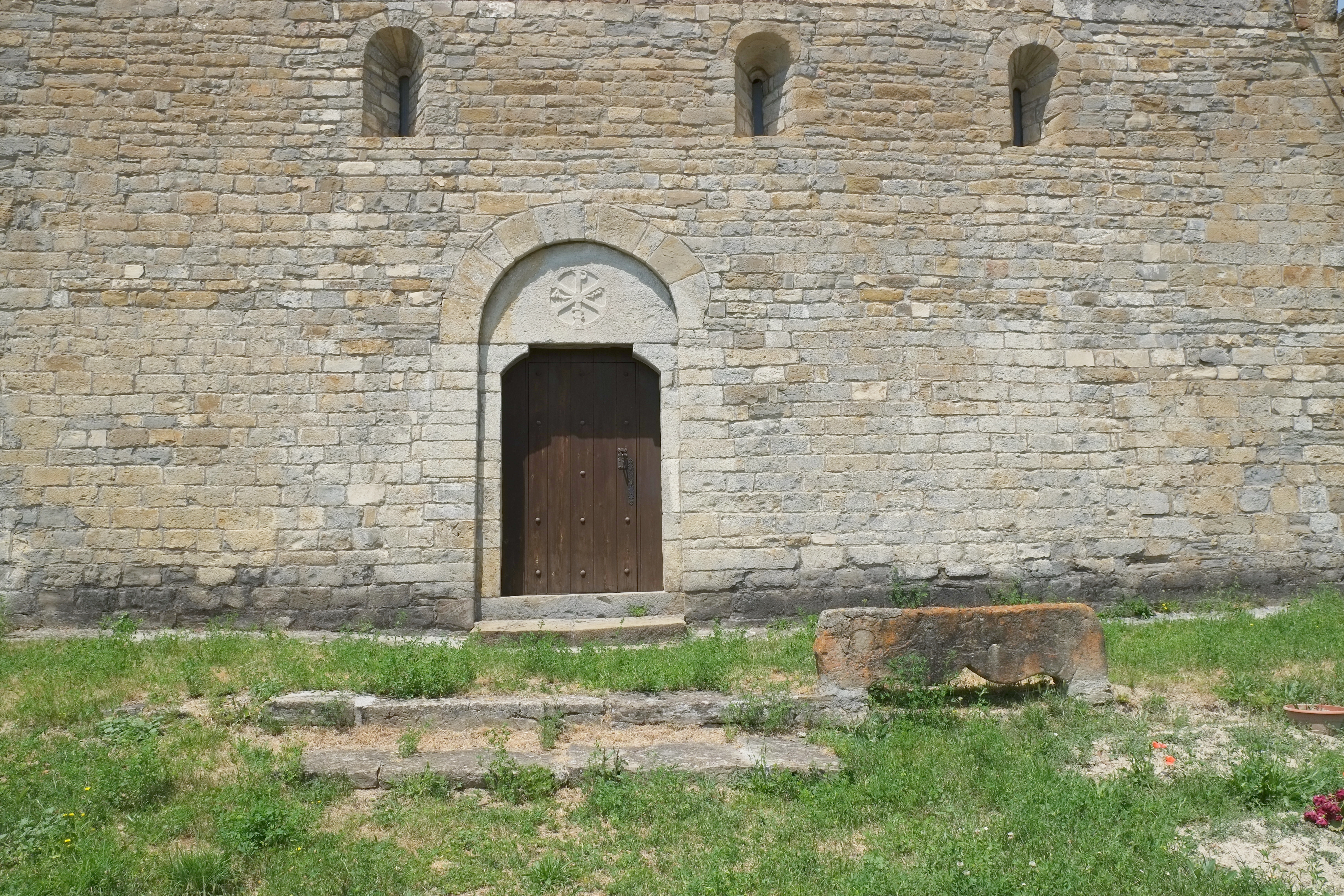
Südseite mit Portal

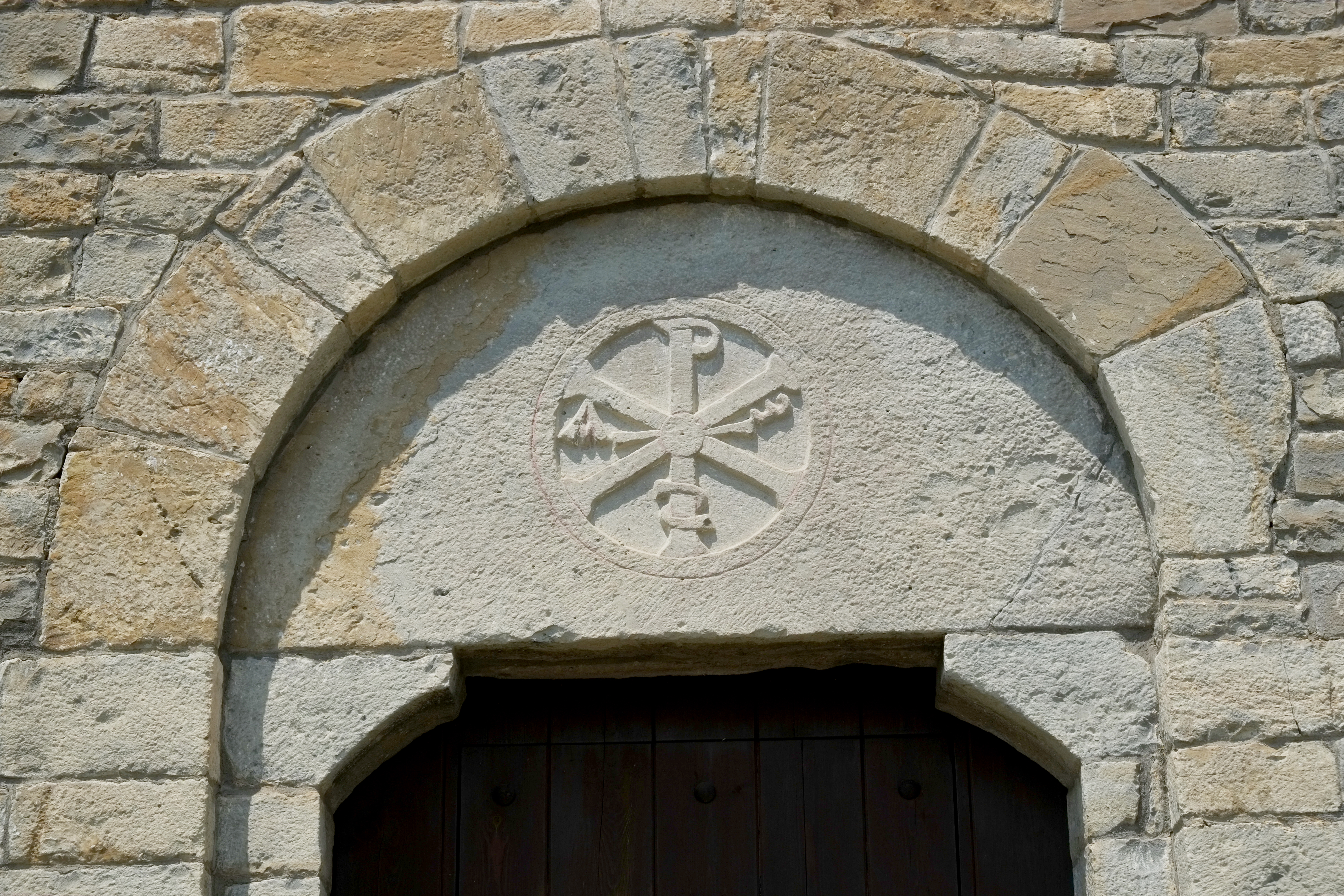
Tympanon des Portals

Die römisch-katholische Pfarrkirche San Pedro Apóstol in Caniás, einem Ortsteil von Jaca (Municipio), dem Hauptort der Jacetania in der Provinz Huesca der spanischen Autonomen Gemeinschaft Aragón, ist eine romanische Kirche, die vermutlich im 12. Jahrhundert errichtet wurde. Schutzpatron der Kirche ist der Apostel Petrus.

## Architektur

### Außenbau
Apsis und Chor sowie der untere Bereich der Langhausmauern sind aus sorgfältig behauenen Steinquadern errichtet. Am Übergang zum Chor wird die Apsis auf beiden Seiten von Strebepfeilern verstärkt. Die Apsis wird von Steinplatten gedeckt, die auf einer Reihe schlichter Kragsteine unter dem Dachansatz aufliegen. In der Mitte der Apsis ist ein Rundbogenfenster eingeschnitten.
Über dem Langhaus, das wesentlich höher ist als der Chor und die Apsis und das vielleicht in etwas späterer Zeit erhöht wurde, errichtete man im 17. Jahrhundert an der Westseite den Glockenturm, für den weniger regelmäßig behauene Steine unterschiedlicher Größe verwendet wurden. Das Glockengeschoss wird von zwei großen, rundbogigen Klangarkaden durchbrochen. Der Turm wird von einem Satteldach gedeckt, das auf Kragsteinen aufliegt. 
Das Portal an der Südseite des Langhauses wird von einer schmucklosen Archivolte gerahmt. Das Tympanon liegt auf zwei schlichten Kragsteinen auf. Es ist mit einem Relief verziert, auf dem ein Kreis mit sechs Speichen und dem Christusmonogramm dargestellt sind. In der Mitte sind die griechischen Buchstaben Alpha und Omega zu erkennen. Über dem Portal sind drei kleine Rundbogenfenster in das südliche Langhaus eingeschnitten.

### Innenraum
Der schlichte Innenraum, in dem der Stein wieder freigelegt wurde, besteht aus einem einschiffigen Langhaus, einem Chor und einer halbrund geschlossenen Apsis. Das Tonnengewölbe im Chor und die Apsiskalotte sind noch original erhalten. Im Chor und in der Apsis verläuft am Gewölbeansatz ein profiliertes Gesims. 

## Ausstattung
In der Kirche ist ein schmuckloses, zylindrisches Taufbecken aus Stein erhalten.